# Lirularia canaliculata
Lirularia canaliculata là một loài ốc biển, là động vật thân mềm chân bụng sống ở biển thuộc họ Trochidae.

## Miêu tả
Chiều cao của chiếc vỏ nhỏ của nó là 3 mm. Nó có rốn rộng, hình lăng trụ đẹp mắt. Các chóp là hình nón lõm xuống. Nó có năm đường xoắn, hai đường đầu nhẵn, phần còn lại có rãnh xoắn ốc và phía dưới các đường khâu kênh bằng một loạt các nốt sần màu trắng, ở đây và phần đó được đánh dấu bằng màu nâu. Phần thân được bao bọc bởi những đốm màu hạt dẻ. Phần gốc của vỏ chứa một múi màu nâu tím. Rốn là phối cảnh, được kết bởi một sợi dây hơi củ. Khẩu độ là hình bán nguyệt.

## Phân bố
Lirularia được phân bố ở Đại Tây Dương, ngoài khơi Guinea Xích đạo và Angola.